# Acétophénone
L'acétophénone est un composé organique de formule semi-développée C6H5COCH3. C'est la plus simple des  phénones, les cétones aromatiques. 

## Propriétés
L'acétophénone se présente sous la forme d'un liquide incolore à jaunâtre, dont l'odeur douce rappelle celle de la fleur d'oranger. Sous pression normale, le composé bout à 202 °C. L'acétophénone forme un mélange azéotrope avec l'eau à 98 °C et une teneur en eau de 82 %. 
Les vapeurs d'acétophénone forment avec l'air des mélanges inflammables à des températures plus élevées. L'acétophénone a un point d'éclair de 77 °C. Sa limite inférieure d'explosion est de 1,1 % en volume (55 g/m3), avec un point d'explosion inférieur à 70 °C. Sa température d'auto-inflammation est de 535 °C,, l'acétophénone appartient donc à la classe de température T1. Sa conductivité électrique est plutôt faible, à 3,1×10-7 S·m-1

## Occurrence
L'acétophénone est naturellement présente dans un grand nombre d'aliments, notamment la pomme, le fromage, l'abricot, la banane, la viande de bœuf et le chou-fleur. C'est un composant du castoréum, l'exsudat des sacs de ricin du castor adulte, ainsi que d'autres ingrédients et huiles essentielles utilisés en parfumerie comme le labdanum ou Stirlingia latifolia. Elle est aussi présente dans le goudron de houille.

## Synthèse
L'acétophénone a été découverte par Charles Friedel en 1857, lorsqu'il distilla un mélange d'acétate de chaux et de benzoate de chaux.
De nos jours[Depuis quand ?], l'acétophénone s'obtient habituellement par une acylation de Friedel-Crafts du benzène avec de l'anhydride acétique ou encore avec le chlorure d'acétyle. Contrairement à ce qui se passe lors de l'alkylation de Friedel-Crafts, le chlorure d'aluminium (AlCl3) n'est pas utilisé comme catalyseur, mais est consommé comme un réactif à mettre en quantités stœchiométriques, qui, à la suite de l'hydrolyse du produit intermédiaire, conduit à la formation d'hydroxyde d'aluminium.
L'acétophénone est également un produit secondaire de l'oxydation de l'éthylbenzène en hydroperoxyde d'éthylbenzène. Ce dernier est un intermédiaire dans la production commerciale d'oxyde de propylène via le procédé de co-production oxyde de propylène - styrène. L'hydroperoxyde d'éthylbenzène est principalement converti en  1-phényléthanol, mais le procédé produit aussi de petites quantités d'acétophénone. L'acetophénone est ensuite récupérée, ou hydrogénée en 1-phényléthanol qui est ensuite déshydraté pour produire du styrène.

## Utilisations

### Précurseur de résines
Des résines commercialement importantes peuvent être produites par le traitement de l'acétophénone par le formaldéhyde et une base. Les copolymères résultant de cette condensation aldolique sont généralement décrits par la formule [(C6H5COCH)x(CH2)x]n. Ces substances sont des composants de revêtements et d'encres. Des résines modifiées d'acétophénone-formaldéhyde sont produites par hydrogénationes des résines à cétones précédentes. Le polyol  résultant peut ensuite être associé avec des diisocyanates. Ces résines modifiées sont présentes dans des revêtements, des encres, et des adhésifs.

### Usage de niche
L'acétophénone est un ingrédient dans certains parfums dont l'odeur rappelle l'amande, la cerise, le chèvrefeuille, le jasmin, ou la fraise. Elle est utilisée dans certains chewing-gums. Elle fait partie des excipients approuvés par la FDA.
En outre, elle peut être utilisée comme solvant à point d'ébullition élevé pour les peintures et les résines.

### Réactif de laboratoire
Dans les laboratoires d'enseignement, l'acétophénone est convertie en styrène dans un processus à deux étapes pour illustrer la réduction des carbonyles en utilisant des hydrures et la déshydratation des alcools :
4 C6H5C(O)CH3 + NaBH4 + 4 H2O → 4 C6H5CH(OH)CH3 + NaOH + B(OH)3 → C6H5CH=CH2
Un procédé similaire 4 deux étapes est utilisé dans l'industrie, mais l'étape de réduction est produite par hydrogénation sur un catalyseur de cuivre :
C6H5C(O)CH3 + H2 → C6H5CH(OH)CH3
Du fait de sa prochiralité, l'acétophénone est aussi un substrat de test populaire pour les expériences d'hydrogénation asymétriques.

### Composés pharmaceutiques
L'acétophénone est utilisée dans la synthèse de nombreux composés pharmaceutiques,.
La réaction de Mannich de l'acétophénone avec la diméthylamine et le formaldéhyde donne la β-diméthylaminopropiophénone. En utilisant la diéthylamine, on obtient l'analogue diéhylamino.

## Précautions
L'acétophénone à l'état pur est nocive si elle est ingérée. Elle irrite les yeux et peut provoquer des dermatites si elle est appliquée sur une peau non protégée. Des gants appropriés doivent être portés comme protection contre les éclaboussures. À plus forte concentration, elle possède un effet hypnotique, d'où son nom d'« hypnone » qui lui fut parfois donné. À une concentration de 80 ppm, les vapeurs produisent de forts symptômes d'empoisonnement après exposition pendant plus d'une heure. L'acétophénone est difficilement inflammable et peu volatile. Ses vapeurs sont beaucoup plus lourdes que l'air. De fortes réactions exothermiques peuvent se produire avec des agents oxydants puissants et des bases fortes. Au-delà de 300 °C, l'acétophénone se décompose, libérant notamment du benzène, du biphényle, du 1,4-diphénylbenzène, du monoxyde de carbone, du méthane, du dihydrogène, de l'éthylène ou du toluène.